# William Becklean
William Russell Becklean, ameriški veslač, * 23. junij 1936, Kansas City, Misuri.
Becklean je za Združene države Amerike nastopil kot krmar osmerca, ki je na Poletnih olimpijskih igrah 1956 v Melbournu osvojil zlato medaljo.